# عمارة أبيد
قرية عمارة أبيد تقع على ضفاف النيل الأزرق في الجانب الغربي جنوب الحصاحيصا، في ولاية الجزيرة بوسط السودان.